# Opheusden
Opheusden (51° 56′ N, 5° 38′ L) é uma cidade dos Países Baixos, na província de Guéldria. Opheusden pertence ao município de Neder-Betuwe, e está situada a 5 km, a sul de Wageningen.
Em 2001, a cidade de Opheusden tinha 4118 habitantes. A área urbana da cidade é de 0.73 km², e tem 1319 residências. 
A área de Opheusden, que também inclui as partes periféricas da cidade, bem como a zona rural circundante, tem uma população estimada em 5830 habitantes.